# 亨特·伍德霍尔
亨特·伍德霍尔（英語：Hunter Woodhall；1999年2月17日—）是美国田径运动员。其曾在2020年夏季帕拉林匹克運動會男子T62级400米项目中获得铜牌，后又在2024年夏季残疾人奥林匹克运动会的相同项目中获得金牌。
其于2015年首秀国际残奥委会世界田径锦标赛，获得一银一铜；后在2016年夏季帕拉林匹克運動會亦取得一银一铜。伍德霍尔自锡拉丘兹高级中学毕业后获得NCAA第一级别院校奖学金，为首位获得该级院校奖学金的双重截肢者。

## 早年岁月
伍德霍尔生于佐治亚州，父亲为军人。因腓骨半肢畸形，其父母于在他11个月大时决定做双小腿截肢。在犹他州锡拉丘兹期间，他因残疾受到霸凌，因而在五年级前一直在家学习。虽然伍德霍尔先前得到了一套假肢，但为了奔跑及加入田赛队而改用碳纤维叶片弹簧假肢。

## 体育生涯
就读锡拉丘兹高级中学期间，伍德霍尔加入美国残奥代表团，参与国际赛事。其于2015年参与当年的国际残奥委会世界田径锦标赛，获得一银一铜。
到高四那年，伍德霍尔在400米跑比赛中以47.32秒的成绩排名全美第20位。2016年夏季帕拉林匹克運動會期间，伍德霍尔分别在男子200米和400米项目中获得银牌和铜牌，故锡拉丘兹市市长特里·帕尔默将9月15日定为“亨特·伍德霍尔日”。高中毕业时，伍德霍尔获提名2016年年度男子高中田径运动员。及后他被阿肯色大学录取并获得奖学金，为首位获得一级院校奖学金的双重截肢田径运动员。
大一时，伍德霍尔参与东南联盟赛事，同健全的跑步运动员共同竞争。他参与了六场室内赛，其中800米项目跑出了1分58.04秒的成绩；以及七场室外比赛，其中400米项目跑出了47.42秒的成绩。他的成绩为他赢得了东南联盟室外锦标赛4×100米接力赛跑的铜牌 。赛季结束后，伍德霍尔获提名“国家大学体育协会年度比赛改变者”，并被评为4×400米接力赛跑和距离混合接力赛的全美第一阵容。大二和大三时，伍德霍尔在联盟室外锦标赛的400米比赛中跑出了46.22秒的个人最佳成绩，并三次入围全美4×400米比赛。大三时，伍德霍尔入驻抖音，分享截肢经历。随后，他被邀请参与《艾伦秀》，并得到2万美元，以帮助他完成东京残奥目标。
巴黎残奥会期间，伍德霍尔在T62级400米跑项目中摘金。他同在巴黎奥运会上获得金牌的妻子塔拉·戴维斯-伍德霍尔庆祝胜利。此外，他在4×100米混合接力赛上获得铜牌（伍德霍尔为第三棒）。

## 个人生活
2022年10月16日，伍德霍尔与其女友暨奥运选手塔拉·戴维斯成婚。两人于2017年在爱达荷州某田径赛上邂逅。夫妻共同运营一个YouTube频道。伍德霍尔在2024年夏季奥运会上庆祝戴维斯在女子跳远项目夺冠的场面一时引起媒体关注。